# Sukow-Levitzow
Sukow-Levitzow – gmina w Niemczech, w kraju związkowym Meklemburgia-Pomorze Przednie, w powiecie Rostock, wchodzi w skład Związku Gmin Mecklenburgische Schweiz.